# 伊拉克利·拉巴澤
伊拉克利·拉巴澤（喬治亞語：ირაკლი ლაბაძე，Irakli Labadze，1981年6月9日—），是一位喬治亞職業網球運動員，他的職業生涯最高單打排名為世界第42位（2004年7月）。
拉巴澤在1998年轉為職業球員，職業獎金超過$ 1,000,000美元。他並沒有贏得任何大滿貫冠軍，在他的職業生涯，但2006年溫網第四輪，敗給最後的晉級決賽拉斐爾·納達爾。在2008年，他打出了自己一年多的第一場比賽。在2008年年底，他的年終排名單打531和雙打383。

## 外部連結
- 伊拉克利·拉巴澤（英文/西班牙文）的官方資料
- 伊拉克利·拉巴澤的國際網球總會 職業／青少年 官方資料（英文）
- 伊拉克利·拉巴澤的官方資料（英文）